# Rafael Gordon
Rafael Gordon Marchito (Madrid; 1946) és un director de cinema i autor de teatre espanyol.

## Biografia
Estudia a l'Escola Superior d'Art Dramàtic. Estrena com a actor La Zapatera Prodigiosa de Federico García Lorca, dirigit per Alfredo Mañas.
El 1968 funda Producciones Rafael Gordon amb la qual principalment produeix, escriu i dirigeix els seus propis curtmetratges i llargmetratges en 35mm al llarg de gairebé quatre dècades. Produeix curtmetratges a altres directors: Escorial Infinito, El Discurso de la Edad de Oro, Suaves Cajas de Regalos i La Desdicha Humana.
Es contracta per un temps com a guia turístic en diversos països europeus (Itàlia, França, Alemanya i Regne Unit) i és convidat a impartir diversos cursos monogràfics sobre Cinema Espanyol a l'estranger. El 1983 comença a escriure teatre.
Entre 1987 i 1989 dirigeix i presenta a Radio Cadena Española el programa El Barrio de las Musas. Entre 1990 i 1992 exerceix com a assessor cinematogràfic a Antena 3 TV. En 2002 imparteix el màster de guió cinematogràfic de la Universidad CEU San Pablo. Entre 2002 i 2004 fa de comentarista a La Tarde con Cristina a la Cadena COPE.
El 1999 estrena el llargmetratge La Reina Isabel en Persona amb Isabel Ordaz i el 2003 Teresa Teresa en la qual repeteix amb Isabel Ordaz i Assumpta Serna.
El 2006 dirigeix Hamlet de Luis Buñuel i Pepín Bello al Centro Cultural Galileo, Madrid.
En 2009 dirigeix el llargmetratge de no ficció La Mirada de Ouka Leele, dedicat a la coneguda artista espanyola. Segons Gordon, és l'única pel·lícula per la qual ha rebut una subvenció. Va obtenir una nominació als Goya i la Medalla del CEC al millor documental.
Des de setembre de 2017 participa en el programa Hablando de cine, de Déjate de Historias TV, amb Antonio Peláez Barceló.

## Filmografia

### Llargmetratges
- Todo mujer (2015) Director, guionista i productor[4]
- Mussolini va a morir (2012) Director, guionista i productor
- Bellos suicidios (2011) Director, guionista i productor
- La mirada de Ouka Leele (2009) Director, Guionista i productor
- Teresa, Teresa (2003) Director, guionista i productor
- La reina Isabel en persona (2000) Director, guionista i productor
- Cuatro locos buscan manicomio (1980) Director, guionista
- Tiempos de constitución (1978) Director, guionista y productor

### Curtmetratges
Guió, Direcció i Producció (35mm)
- 1967 Augustius Vital.
- 1968 Los Apóstoles. Festival de Tours.
- 1969 Fosa Común. Seleccionat per Festival de ciència-ficció de Trieste.
- 1970 Adiós Pablo Ruiz. Premi Direcció. Festival d'Osca. Nominació Cercle d'Escriptors Cinematogràfics. Festival de Bilbao i Benalmàdena.
- 1971 Gran Hombre. Premio Millor Direcció: Festival Zamora. Setmana Cinema Espanyol Dublín i Damasc, Índia i Nova York. Festival de Bilbao, Benalmádena, Oberhausen.
- 1973 Macho Cabrio. Festival d'Osca.
- 1974 Plaza al Sol. Festival Curtmetratges de Bilbao.
- 1974 Funerales del Mar.
- 1975 El Hada y las Mujeres. Festival curtmetratges de Bilbao.
- 1977 Hombre del Cráneo Comestible.
- 1977 En el Camino.
- 1977 Don Quijote, Sancho y Clavileño.
- 1978 El Vampiro Silencioso.
- 1983 La Piedad. Semana Internacional de Cinema de Valladolid.
- 1983 La Alcoba de la Reina

## Llibres
- Teatro breve, 2006, Editorial Fundamentos. ISBN 84-245-1104-2
- Una comida de trabajo. La alcoba de la reina, 1990, Editorial Fundamentos. ISBN 84-245-0557-3